# Луїс де Пабло
Луїс де Пáбло (ісп. Luis de Pablo; 28 січня 1930, Більбао — 10 жовтня 2021) — іспанський композитор «покоління 51 року».

## Біографія
Навчався на юридичному факультеті Мадридського університету, приватно займався музикою. Дебютував як композитор в 1953 році (ісп. Coral для семи духових інструментів). Заснував групу «Час і музика» (1959). На початку 1960-х познайомився в Дармштадті з Д. Лігеті, К. Штокгаузеном, П. Булезом, Б. Мадерна. У 1963 році заснував фестиваль Forum Musica для виконання музики молодих композиторів. У 1964 році став керівником Першого Мадридського Бієнале сучасної музики, в 1965 році створив першу Лабораторію електронної музики в Іспанії. У 1972 році організував фестиваль синтезу мистецтв Зустрічі в Памплоні. Викладав в США і Канаді.

## Творчість
Автор кількох опер («Нескромний мандрівник», 1984—1988 ; «Мати кличе за стіл», 1991—1992, обидві на лібрето Вісенте Моліни Фойша; «Панночка Христина», 1997—1999, за романом М. Еліаде, й ін.), безліч оркестрових і камерних творів, електронної музики («Шаман», 1976), музики на вірші Сан-Хуана де ла Крус, Л. де Ґонґори, А. Мачадо, Ф. Пессоа, В. Алейксандре, Х. Гільена, П. Жімферрера й ін., музики до кінофільмів К. Саури, В. Ерісе, Гонсало Суареса і ін. Переклав монографію про Шенберга, твори А. Веберна.

## Тексти про музику
- Lo que sabemos de música. Madrid: Gregorio del Toro, 1967
- Aproximación a una estética de la música contemporánea. Madrid: Editorial Ciencia Nueva, 1968 (фр. Пер. — 1996)

## Визнання
Почесний доктор Університету в Мадриді, член Академії витончених мистецтв в Мадриді (1989), кавалер і офіцер Ордена мистецтв і літератури (1973, 1986). У 2000 році, в сімдесятиріччя Луїса де Пабло, Анрі Пуссер присвятив йому фортеп'янну сюїту Jardinet avec Automates. Ібероамериканська музична премія Томаса Луїса де Вікторія (2009).